# Toninho Almeida
Antônio Gonzaga Almeida, conhecido como Toninho Almeida (Teófilo Otoni, 22 de agosto de 1950) é um ex-futebolista brasileiro que atuava como meio-campista.
Toninho surgiu nas categorias de base do Cruzeiro num time que, dentre outros jogadores, atuavam Tostão, Wilson Piazza e Dirceu Lopes. Sempre foi aprovado pela torcida pelo futebol refinado e ampla visão de campo, além da marcação eficiente.Agraciado com o Troféu Belfort Duarte-CBF- por ter atuado em mais de 288 partidas sem nunca ter sido expulso em toda sua carreira profissional (1964/1978).

## Títulos
Cruzeiro
- Taça Minas Gerais: 1973
- Campeonato Mineiro: 1972, 1973, 1974, 1975
- Vice-Campeão Brasileiro em 1974, 1975.
- Torneio do Governador (BA):1971
- Torneio Futbol, Sol y Turismo, Argentina-1971
- Torneio de Djacarta (IND):1972.
- Torneio Hong Kong (CHI):1972.
- Taça Miller (EUA):1972
- Torneio Tailândia (THA):1972

Vila Nova
- Campeonato Goiano: 1977
- Copa Leonino Di Ramos Caiado-1977
- Torneio Seletivo Goiano: 1977

### Prêmios individuais
- Prêmio Belfort Duarte: "Agraciado o atleta que atua por 10 anos e com 200 partidas,sem ser expulso em sua carreira".